# Hernando megye
Hernando megye az Amerikai Egyesült Államokban, azon belül Florida államban található. Megyeszékhelye Brooksville, legnagyobb városa Spring Hill. Lakosainak száma 194 515 fő (2020. április 1.). Hernando megye Citrus, Sumter és Pasco megyékkel határos.

## Népesség
A megye népességének változása:
| Lakosok száma | 172 995 | 172 970 | 173 237 | 174 441 | 178 439 | 194 515 |
|               | 2010    | 2011    | 2012    | 2013    | 2015    | 2020    |